# انجمن بین‌المللی طراحی (آیکو-دی)
انجمن بین‌المللی طراحی (آیکو-دی) (به انگلیسی: International Council of Design) (اختصاری ico-D) نهادی بین‌المللی مرتبط با گرافیک و طراحی است که به عنوان نماینده بین‌المللی برای تمامی مجامع رسمی حوزه گرافیک و دیزاین در سراسر جهان شناخته می‌شود.

## تغییر نام
انجمن بین‌المللی طراحی گرافیک در ۱۵ دسامبر سال ۲۰۱۴ میلادی به‌ طور رسمی اعلام کرد که نام خود را از «آیکوگرادا» به «آیکو-دی» یا «انجمن بین‌المللی دیزاین» تغییر داده‌ است. این تغییر نتیجهٔ جلسات و مذاکراتی بین اعضای اصلی و هیئت امنای آیکوگرادا بود و در سال ۲۰۱۴ میلادی توسط مجمع عمومی انجمن تأیید شد. این تحول به این دلیل که نام قبلی به درستی بیانگر گوناگونی و چند رشته‌ای بودن اعضای انجمن نبود صورت گرفت.

## پیشینه
«آیکو-دی» در تاریخ ۲۷ آوریل ۱۹۶۳ میلادی در لندن تأسیس شد و تا به امروز به فعالیت خود ادامه می‌دهد. این انجمن، مأموریت خود را حمایت مسوولانه از تمامی طراحان حرفه‌ای جهان، رویدادها، سمینارها و افزایش آگاهی دربارهٔ استانداردهای روز دنیای گرافیک و دیزاین می‌داند. همچنین بسط و گسترش گرافیک دیزاین به عنوان یک راه مؤثر برای پیشبرد منافع بشریت و محیط زیست و ترویج دیزاین به عنوان یک رسانه بزرگ و مؤثر در پیشرفت جایگاه بشریت از دیگر اهداف این مجمع است.
جلسات هیئت مدیره آیکو-دی به‌طور معمول ۴ بار در سال و در مکان‌های مختلف جهان برگزار می‌شود که بیشتر در رابطه با اجلاس بین‌المللی، سمینارها، دوسالانه‌ها و دیگر رویدادهای برنامه‌ریزی شده‌ است.

## روز جهانی گرافیک
هر سال، روز ۲۷ آوریل به عنوان «روز جهانی گرافیک و دیزاین» در سراسر جهان جشن گرفته می‌شود. هدف از این مناسبت، افزایش آگاهی در زمینه دیزاین در میان جوامع مختلف دنیاست. این حرکت به شکل فعال از سال ۱۹۹۵ میلادی توسط «آیکوگرادا» پایه‌ریزی شد؛ چند سالی‌ست که توسط «انجمن صنفی طراحان گرافیک ایران» نیز جشن گرفته می‌شود.

## جوایز ico-D
- President's Award

این جایزه در سال ۱۹۷۰ پایه‌گذاری شد و بر پایه مدیریت دیزاین اهدا می‌شود. جایزه‌ای افتخاری برای بهترین همکاری با انجمن آیکوگرادا.
- Excellence Award

جایزه ویژه آیکو-دی که برای یک اثر به یک طراح یا تیم یا سازمان تعلق می‌گیرد. این اثر باید در سطح ملی و بین‌المللی دارای استانداردهای شاخص باشد. رویدادهای بین‌المللی تحت نظارت آیکو-دی در جهان، اجازه اهدای این جایزه را به طراح برگزیده رویداد خود دارند. تا قبل از سال ۲۰۱۴ این جایزه به جایزه ویژه آیکوگرادا شناخته می‌شد.
- Education Award

از سال ۲۰۰۶ این جایزه در راستای اهداف آموزشی به یک استاد دانشگاه یا مدرس رشته گرافیک که عضو آیکو-دی باشد اهدا می‌شود. شخصی که خلاقیت برجسته و موفقیتی اثربخش در زمینه تدریس گرافیک دیزاین انجام داده باشد.
- Achievement Award یا جایزه یک عمر فعالیت هنری

از سال ۲۰۰۱ جایزه یک عمر دستاورد هنری به یک طراح برجسته اهدا می‌شود. این جایزه در راستای فعالیت‌های اثرگذار یک طراح شناخته شده و معتبر که در کارنامه خود، به ارتقای هنر گرافیک و دیزاین توجه ویژه‌ای داشته و در زمینه کاری خود صاحب سبک بوده؛ تقدیم می‌شود.